# Курская улица (Владикавказ)

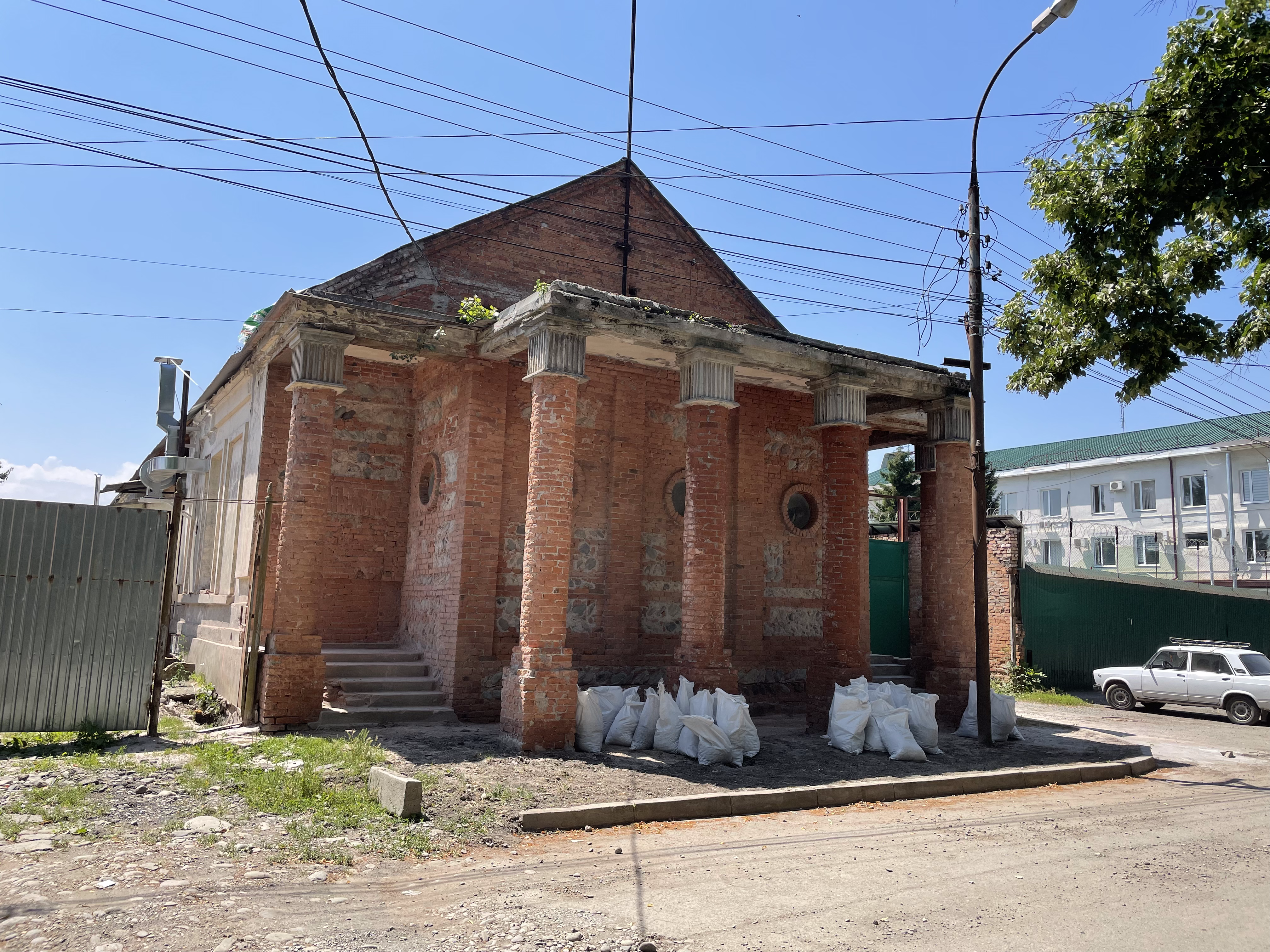
Курская, д. 2

Ку́рская у́лица — улица во Владикавказа, Северная Осетия, Россия. Находится в Промышленном муниципальном округе между правым берегом реки Терек и улицей Интернациональной. Начинается от реки Терек.
Курскую улицу пересекают улицы Камалова, Герасимова, Беслановская, Августовских событий, Суворовская и Серобабова.
Улица названа именем города Курск.
Улица сформировалась во второй половине XIX века. Впервые отмечена на плане города Владикавказа от 1891 года под современным наименованием. Упоминается под этим же названием в Перечне улиц, площадей и переулков от 1925 года.

## Достопримечательности
Объекты культурного наследия:
- д. 2 — Памятник истории. Дом, в котором с ноября 1941 по май 1942 года формировались подразделения 2-го воздушно-десантного корпуса под командованием Героя Советского Союза генерал-лейтенанта Михаила Федоровича Тихонова[3].
- д. 18 — Памятник истории. Дом, в котором в 1919—1920 годах проводились собрания Владикавказского подпольного комитета РКП(б)[3].